# Osvaldo Morejón
Osvaldo Morejón, född 11 december 1959, är en friidrottare från Bolivia. Han deltog vid olympiska sommarspelen 1984.